# Galo das Trevas
Galo das Trevas é o quinto volume das memórias do médico e escritor mineiro Pedro Nava. Tem como subtítulo "As Doze Velas Imperfeitas" e compõe-se de duas partes: "Negro" e "O Branco e o Marrom". 
Na primeira parte, “Negro”, composta de capítulo único, “Jardim da Glória à Beira-Mar Plantado”, Nava quebra a sequência em que vinha, desde o Capítulo III de Baú de Ossos, narrando a sua vida em primeira pessoa, da remota infância à formatura na Faculdade de Medicina, e dá um salto temporal, trazendo a narrativa para o tempo presente. Ali, aos 75 anos de idade (1978), à semelhança de Xavier de Maistre em sua Viagem ao redor do meu quarto, põe-se a fazer uma volta pelo seu apartamento, com todas as reminiscências associadas aos seus objetos. 
Depois desse “jorro de emoções”, a partir da segunda parte, composta de dois capítulos, Nava retorna ao passado, à época em que iniciou sua carreira médica, mas agora projetando-se em um primo fictício, o Egon, cuja vida (que no fundo é a vida do próprio Nava) conta em terceira pessoa. O “galo das trevas”, um candelabro triangular com treze velas usado nos ofícios da Semana Santa, é referenciado duas vezes no livro: na descrição da Matriz da cidade fictícia de Santo Antônio do Desterro, que na verdade é Juiz de Fora ("A fachada distraía com sua rosácea encimada pela teoria de janelas que cresciam de fora para dentro e que sugeriam a forma d’um galo das trevas – não de treze mas de nove velas”), e ao descrever as igrejas de Diamantina (“Um galo das trevas incisado em madeira passada a tinta negra com vivos prateados e o torneado das treze bocas das velas.”).

## RESUMO DAS PARTES E CAPÍTULOS
Primeira Parte: NEGRO
Capítulo único: Jardim da Glória à Beira-Mar Plantado
“Ao Negro que intitula a primeira parte do livro corresponde a noite do escritor que, plantado em seu apartamento, passa em revista a própria vida. Uma longa viagem noite adentro, e para dentro de si mesmo [...]”. Depois de descrever seus passeios a pé pelo bairro da Glória, subindo até Santa Teresa (“estou tentando fazer um guia do velho Rio diluído, dispersado e oculto pelo Rio moderno”), Nava enceta um percurso sentimental pelo seu próprio apartamento (Rua da Glória, 190 apt. 702), associando objetos, quadros etc. a ocorrências da vida ou a amigos já falecidos. Isto o leva a reflexão sobre “a velhice repugnante” e a morte (“NÃO TEMOS ABSOLUTAMENTE NADA COM NOSSO CORPO MORTO. Nosso? Nem nosso porque já não somos nem existimos. Nós acabamos no último instante de vida.”), seguido de um inventário de sua carreira médica (“Entrei em todas as casas, desde a choça do sertão e do barraco dos morros, aos solares dos ricos e aos palácios presidenciais. Vi todas as agonias da carne e da alma.”).
Segunda Parte: O BRANCO E O MARROM
Aqui Nava retoma o fio da meada da história de sua vida, mas não  mais em primeira pessoa como vinha fazendo até o volume 4 de suas memórias, e sim em terceira pessoa, contando as peripécias do início da carreira médica de seu “primo” José Egon Barros da Cunha, que na verdade não passa de um alter ego, um duplo, do próprio Nava (“colega do Pedro II, depois da Faculdade de Medicina de Belo Horizonte e grande paralelismo de minha vida inteira”). Interessante que o alter ego e o próprio Nava coexistem na narrativa, como se fossem realmente pessoas distintas, a ponto de, após o período no Desterro/Juiz de Fora, Egon vir a morar na casa do primo, em Belo Horizonte. O "branco e o marrom" refere-se ao médico "branco", que exerce sua profissão como um sacerdócio", em contraposição ao médico "marrom", que a exerce como um negócio.
Capítulo 1: Santo Antônio do Desterro
Neste capítulo, o Egon “vai descobrir as vicissitudes da vida de médico do interior nesse Brasil profundo, acentuadamente subdesenvolvido, que precisa aprender fazendo as coisas... e sofrer os caprichos dos seus superiores. Precisa em primeiro lugar fazer frente a uma epidemia de tifo, e descobre então a ignorância tanto das populações, como dos médicos que as curam. Muito cedo, choca-se com a hipocrisia e a animosidade dos seus superiores que o mandam fazer as visitas mais perigosas.
Segundo Joaquim Alves de Aguiar, “o capítulo representa uma tentativa de Nava escrever um romance dentro das Memórias. É como se essa parte da obra pudesse funcionar como um roman à clef: o leitor logo observa que Santo Antônio do Desterro, a cidade em que se passam os acontecimentos, é Juiz de Fora, que a rua Schimmelfeld é a rua Halfeld; que os personagens Felisberta e Colatino são os tios Berta e Palleta; que o Gonzinho da narrativa é na verdade o Pedrinho; que a rua Silva Paranhos é a avenida Rio Branco etc. Médico formado, o rapaz voltava à sua cidade para trabalhar no Centro de Saúde que ali se implantara. Esse é o assunto básico do capítulo. Não é por acaso que o nome de Juiz de Fora aparece com o pseudônimo de ‘Desterro’. O doutor encarna bem a figura de um ‘desterrado na própria terra’. A cidade o rejeita, de modo que, um ano e meio depois de ter chegado, o rapaz retorna a Belo Horizonte”.
Capítulo 2: Belorizonte Belo
Este capítulo narra os tempos de atividade profissional de Egon/Nava na capital mineira. Ele é nomeado para supervisionar o matadouro. Revoltado por ter sido designado para um serviço que deveria caber a um veterinário, não um médico, redige um relatório denunciando uma série de irregularidades que observa no matadouro. Para abafar as denúncias, seus superiores então o designam para trabalhar no Centro de Saúde da capital. No final do livro estoura a Revolução de 1930. Embora Egon/Nava torça para os revoltosos, logo se desilude com o movimento, após assistir ao fuzilamento de um inocente.